# Gabriel Grando
Gabriel Hamester Grando (Chapecó, 29 de março de 2000), é um futebolista brasileiro que atua como goleiro. Atualmente, joga pelo Grêmio.

## Carreira no clube

### Grêmio
Nascido em Chapecó, em Santa Catarina, Gabriel Grando ingressou na Academia do Grêmio aos 14 anos, em 2014.
Grando estreou como profissional do Grêmio em 2021. Desde então, ele foi titular até boa parte da temporada de 2023, quando perdeu espaço no Grêmio depois que o clube contratou o argentino Marchesín e o jovem Caíque subiu para o profissional. Sua última partida com a camisa do Imortal foi na vitória por 4 a 1 sobre o Guarany de Bagé, pelo Gauchão.
Grando deixou o Grêmio onde no total fez 39 partidas, sendo 31 pelo Brasileirão, sete pela Copa do Brasil e um no Gauchão. O goleiro sofreu 58 gols, média de 1,49 gols por jogo.

### Cruzeiro
Em 19 de abril de 2024, Grêmio e Cruzeiro acertaram a troca dos goleiros Rafael Cabral e Gabriel Grando até o fim de 2024. O acordo entre as diretorias prevê opções de compra no final da temporada.
Em 9 de dezembro de 2024, o Cruzeiro anunciou que não iria exercer a opção de compra do jogador. Grando sai após não disputar uma única partida com o clube celeste.

## Carreira internacional
Gabriel foi convocado para a Seleção Brasileira pela primeira vez em novembro de 2021 para as eliminatórias da Copa do Mundo da FIFA 2022.
Em 2023, ele foi convocado pela Seleção Brasileira Sub-23 para disputa de dois amistosos contra a Seleção de Marrocos. Porém, apenas um amistoso aconteceu, por conta de um terremoto de 6.8 graus na escala Richter, que afetou drasticamente Marraquexe, cidade no oeste de Marrocos, na noite de sexta-feira, em 8 de setembro. Gabriel Grando não jogou no único amistoso disputado pela Seleção Brasileira Sub-23 contra a Seleção Marroquina, ficando no banco de reservas durante toda a partida.

## Estatísticas de carreira

### Clube
| Clube          | Temporada      | Campeonato Nacional | Campeonato Nacional | Campeonato Nacional | Campeonato estadual | Campeonato estadual | Copa Nacional | Copa Nacional | Campeonato Continental | Campeonato Continental | Outros      | Outros | Total       | Total |
| Clube          | Temporada      | Divisão             | aplicativos         | Metas               | aplicativos         | Metas               | aplicativos   | Metas         | aplicativos            | Metas                  | aplicativos | Metas  | aplicativos | Metas |
| -------------- | -------------- | ------------------- | ------------------- | ------------------- | ------------------- | ------------------- | ------------- | ------------- | ---------------------- | ---------------------- | ----------- | ------ | ----------- | ----- |
| Grêmio         | 2021           | Série A             | 20                  | 0                   | 0                   | 0                   | 3             | 0             | 4                      | 0                      | —           | —      | 27          | 0     |
| Carreira total | Carreira total | Carreira total      | 20                  | 0                   | 0                   | 0                   | 3             | 0             | 4                      | 0                      | 0           | 0      | 27          | 0     |

1. ↑  Appearance(s) in Copa Sudamericana.

## Premiações
- Campeonato Gaúcho: 2021, 2022, 2023[12],  2024
- Recopa Gaúcha: 2021, 2022, 2023 e 2025